# الکوی، پاساف
الکوی، پاساف (به لاتین: Alköy, Posof) یک منطقهٔ مسکونی در ترکیه است که در استان اردهان واقع شده‌است.